# Municipio de Huaniqueo
El municipio de Huaniqueo es uno de los 113 municipios en que se encuentra dividido el estado mexicano de Michoacán de Ocampo. Su cabecera municipal es Huaniqueo de Morales. Forma parte de la región socioeconómica 2. Bajío del mismo estado.

## Toponimia
El nombre Huaniqueo significa ‘lugar donde se tuesta el maíz’. En idioma purépecha, la palabra uaníkata significa ‘maíz o trigo tostado’.

## Geografía
El municipio de Huaniqueo se localiza al norte del estado. Su cabecera, la localidad de Huaniqueo de Morales está ubicada en las coordenadas 19°53′50″N 101°29′24″O / 19.89722, -101.49000. La altitud media del municipio es de 2081 m s. n. m. (metros sobre el nivel del mar). Se encuentra en la zona norte de la entidad y abarca una superficie de 201 km². Limita al norte con los municipios de Jiménez y Morelos ; al este con los municipios de Chucándiro; al sur con el municipio de Morelia y Coeneo y al oeste con el municipio de Coeneo.
Según la clasificación climática de Köppen, el clima de Huaniqueo corresponde a la categoría Cwb (templado subhúmedo de montaña con invierno seco y verano suave).

### Orografía e hidrografía
Su relieve lo constituye la sierra de Zirate y los cerros La Leonera y Tamapuato, pertenecientes al Eje Neovolcánico. Su hidrografía incluye los ríos La Pantera, Huaniqueo, Jaripitiro, San Francisco y San Juan, a los que se suman pequeños torrentes como San Pedro Puruátiro, Peñita, Huaniqueo y Caramécuaro.

### Flora y fauna
En el municipio predominan los bosques de tipo mixto con pino, encino y aile (Alnus jorullensis) o bien de coníferas con pino y oyamel (Abies religiosa). Un estudio sobre la flora de los pedregales del municipio registró la presencia de cuatro tipos de vegetación: bosque tropical caducifolio, matorral xerófilo, bosque de encino y pastizal secundario; además, se encontraron zonas con vegetación de matorral secundario, y vegetación o comunidades de plantas arvenses y de plantas ruderales.
Su fauna la conforman mapaches, armadillos, zorrillos, tlacuaches, gatos monteses, gallinas de monte, torcazas y tórtolas.

## Demografía
La población total del municipio de Huaniqueo es de 7945 habitantes, lo que representa un decrecimiento promedio de −0.05 anual en el período 2010-2020 sobre la base de los 7983 habitantes registrados en el censo anterior. Al año 2020 la densidad del municipio era de 39,62 hab./km².
| Gráfica de evolución demográfica de Municipio de Huaniqueo entre 2000 y 2020 |
|                                                                              |
| Fuente: Instituto Nacional de Estadística Geografía e Informática            |

En el año 2010 estaba clasificado como un municipio de grado medio de vulnerabilidad social, con el 14.14 % de su población en estado de pobreza extrema.
La población del municipio está mayoritariamente alfabetizada (14.45 % de personas analfabetas al año 2010) con un grado de escolarización en torno de los 5 años. Solo el 0.18 % de la población se reconoce como indígena.
El 93.52 % de la población profesa la religión católica. El 2.78 % adhiere a las iglesias protestantes, evangélicas y bíblicas.

### Localidades
En el censo de 2020 el municipio de Huaniqueo contaba con 25 localidades.
| Código INEGI    | Localidad                  | Población (2020) |
| --------------- | -------------------------- | ---------------- |
| 160370001       | Huaniqueo de Morales       | 2595             |
| 160370021       | Tecacho                    | 842              |
| 160370022       | Tendeparacua               | 491              |
| 160370014       | Puerta de Jaripitiro       | 451              |
| 160370017       | San Pedro Puruátiro        | 445              |
| 160370020       | Tacupillo                  | 328              |
| 160370002       | El Cerrito                 | 323              |
| 160370009       | Jesús María                | 317              |
| 160370010       | La Manza                   | 301              |
| 160370003       | Coeperio                   | 239              |
| 160370019       | Santiago Congregación      | 213              |
| 160370013       | Puente de San Isidro       | 205              |
| 160370018       | Santa Fe de la Labor       | 191              |
| 160370007       | Huapeo                     | 190              |
| 160370012       | La Presa                   | 182              |
| 160370016       | San Nicolás de las Piedras | 168              |
| 160370004       | Veinte de Noviembre        | 143              |
| 160370011       | Ojo de Agua de Manza       | 110              |
| 160370008       | Jaripitiro                 | 63               |
| 160370015       | San Ángel                  | 30               |
| 160370037       | La Tejería                 | 19               |
| 160370025       | La Yerbabuena              | 12               |
| 160370027       | Aróstaro                   | 11               |
| 160370030       | Casas de Alto              | 4                |
| 160370031       | El Chupadero               | 1                |
| Total municipal | Total municipal            | 7 945            |

## Educación y salud
El municipio cuenta con escuelas de gestión pública que brindan servicios educativos desde el nivel inicial, primario, secundario y un instituto de nivel medio superior. Muchas de las unidades educativas de educación preescolar o primaria son de carácter rural.
En 2010 el municipio contaba con 6 unidades destinadas a la atención de la salud, con un total de 7 personas como personal médico. La mayor parte de la atención sanitaria de la población se canaliza a través de consultorios de farmacia.

## Cultura
A lo largo del año se realizan distintas festividades y conmemoraciones cívicas o religiosas.
- 2 al 5 de febrero: Fiestas dedicadas a la Virgen de la Candelaria
- 29 de julio: Fiestas Patronales dedicadas a santa Marta, patrona del pueblo
- 10 de diciembre: Celebraciones por el aniversario de la creación del municipio

## Economía
Las actividades económicas de las principales localidades del municipio son la agricultura, la ganadería y el comercio. Según el número de unidades productivas activas, los sectores económicos más dinámicos según el censo económico de 2019, son el comercio minorista, la producción de bienes manufacturados y en menor medida los servicios vinculados al alojamiento temporal y la elaboración de alimentos y bebidas.

## Política
El municipio de Huaniqueo fue creado con fecha del 10 de diciembre de 1831. El gobierno le corresponde, como en todos los municipios de México, al Ayuntamiento que es electo mediante voto universal, directo y secreto para un periodo de tres años no reelegibles para el periodo inmediato pero si de forma no continua y está conformado por el presidente municipal, un síndico y el cabildo integrado por siete regidores, cuatro electos por mayoría y tres por el principio de representación proporcional; todos entran a ejercer su cargo el día 1 de septiembre del año siguiente a su elección.

### Subdivisión administrativa
El gobierno interior de los municipios corresponde a los jefes de tenencia y a los encargados del orden que son electos por plebiscito para un periodo de tres años.

### Representación legislativa
Para la elección de diputados al Congreso de Michoacán y a la Cámara de Diputados, el municipio de Huaniqueo se encuentra integrado en los siguientes distritos electorales:
- Local: Distrito electoral local 2 de Michoacán con cabecera en la ciudad de Puruándiro.
- Federal: Distrito electoral federal 7 de Michoacán con cabecera en la ciudad de Zacapu.

### Caracterización del ayuntamiento
Ayuntamiento
Presidente municipal
1 síndico
4 regidores de mayoría relativa
3 regidores de representación proporcional

### Principales comisiones del ayuntamiento
de Agricultura y Pesca 1.er regidor
de Salubridad 2.º regidor
de Educación 3.er regidor
de Obras Públicas 4.º regidor
de Ecología 1.er regidor de rep. prop.
de Industria y Comercio 2.º regidor de rep. prop.
de Planeación y Programación 3.er regidor de rep. prop.

## Cronología de presidentes
Los presidentes del municipio de Huaniqueo han sido los siguientes:
- Aurelio Yépez (1972-1974)
- Héctor Gómez Sanguino (1975-1977)
- Abel Hurtado Juárez (1978-1980)
- Gonzalo Calderón Tovar (1981-1983)
- Fernando Gómez Baltazar (1984-1986)
- Enrique Hurtado Salinas (1987-1988)
- Daniel Ambriz Mendoza (interino: 1989)
- Daniel Tovar Barrera (1990-1992)
- Osvaldo Hernández López (1993-1995)
- Armando Hurtado Arévalo (1996-1998)
- Audel Morales Zamudio (1999-2001)
- Armando Hurtado Arévalo (2002-2004)
- Heriberto Lugo Contreras (2005-2007)
- Enrique Rodríguez Cervantes (2008-2011)
- María Eugenia Rosas González (2012-2015)
- Eriberto Ambriz Tovar (2015-2018)
- Ma. Trinidad Vázquez Herrera (2018-2021)
- Francisco Contreras Vásquez (2021-2024)
- Ramón Carranza García (2024-2027)